# Bernard VII d'Armagnac
Pour les articles homonymes, voir Bernard d'Armagnac et Bernard VII.
Bernard VII d'Armagnac, né vers 1360 à Paris, mort le 12 juin 1418, est comte de Charolais (1384-1391), puis comte d'Armagnac, de Fezensac, de Rodez (1391-1418), vicomte de Carlat, comte de Pardiac (1402-1418) et connétable de France. Il était le fils de Jean II, comte d'Armagnac, de Fézensac, de Rodez et de Charolais, et de Jeanne de Périgord. 
Durant le contexte de la guerre de Cent ans, il devient le chef du parti des Armagnacs qui soutient le dauphin puis roi de France Charles VII et la maison d'Orléans, dans la guerre civile qui les opposent aux Bourguignons et la maison de Bourgogne, alliés au royaume d'Angleterre.

## Biographie
Il sert son père, puis collabore avec son frère Jean III contre les compagnies de routiers, qu'il combat, puis tente à deux reprises (1384 et 1389) de les emmener en Espagne. À la mort de son père, il était devenu comte de Charolais, comté qu'il revendit à Philippe II le Hardi, duc de Bourgogne quand il devint comte d'Armagnac, de Fézensac et de Rodez, à la mort de son frère en 1391. Afin de conserver la mainmise sur le comté de Comminges, il force le mariage de Marguerite de Comminges, veuve de Jean III, avec un lointain cousin, Jean d'Armagnac († 1402), comte de Pardiac et vicomte de Fézensaguet. Il laisse mourir ce dernier et ses enfants en prison pour récupérer ses terres, et gardera prisonnière la veuve, mais son fils ne parviendra à empêcher ni le remariage de Marguerite avec Mathieu de Foix en 1419, ni le don du comté de Comminges au roi Charles VII. 
Il fréquente la cour de France, comme ses prédécesseurs :  il est le premier de sa famille à s’allier à la famille royale. Il épouse en effet, en 1393 , Bonne de Berry, cousine du roi Charles VI. Il se rapproche du prince Louis Ier d'Orléans, frère cadet du roi Charles VI .  Ils ont tous deux des intérêts convergents sur le Milanais, Louis Ier d’Orléans ayant épousé Valentine Visconti, tandis que la sœur de Bernard d'Armagnac, Béatrice d'Armagnac, avait épousé Carlo Visconti. Ils occupent tous deux un poste de responsabilité au conseil du roi, ce dernier,  étant incapable  régner, par suite de crises de folies intermittentes. Jean sans Peur, revendique l'exclusivité du gouvernement de la France, face à son cousin d'Orléans. Il décide de l'éliminer en le faisant assassiner par ses spadassins.
Le duc Louis Ier d’Orléans est assassiné en 1407 sur l’ordre de Jean sans Peur.
Par réaction, Bernard d’Armagnac, fidèle du roi de France Charles VI,  regroupe les partisans de feu le duc Louis Ier d’Orléans, crée le Parti d'Armagnac et mène la lutte contre les Bourguignons.  Pour affermir sa position, il marie sa fille, Bonne d'Armagnac, en 1410, à Charles d'Orléans, fils du duc assassiné. Il marie également son fils Bernard, comte de Pardiac, à Éléonore de Bourbon, comtesse de la Marche.
Henri V, roi d’Angleterre en profite pour envahir la France et bat la chevalerie française à Azincourt en 1415. Le connétable de France Charles Ier d'Albret est tué. Bernard d'Armagnac est nommé pour le remplacer, et poursuivre la lutte contre les Bourguignons et contre les Anglais. 
Dans la nuit du 28 au 29 mai 1418, à minuit, les Bourguignons, alliés des Anglais, envahissent Paris. Bernard d'Armagnac est tué le 12 juin 1418, lors des massacres organisés par les gens du duc de Bourgogne, et dirigés par le bourreau Capeluche (après avoir subi l'occupation anglaise, Paris ne sera repris qu'en avril 1436 par le roi de France Charles VII).
Selon certaines sources, Bernard d'Armagnac aurait souhaité être inhumé à l'Abbaye de Bonneval, non loin de Rodez. Mais ce qu'il en a réellement été reste débattu.

## Mariage et enfants
De Bonne de Berry, il avait eu :
- Jean IV (Rodez 15 septembre 1396 † L'Isle-jourdain 5 novembre 1450), comte d'Armagnac
- Marie, (Gages 1397 - 1404) ;
- Bonne (Lavardens 19 février 1399 † vers novembre 1415), mariée en 1410 avec Charles (1394 † 1465), duc d'Orléans ;
- Bernard (26 mars 1400 † 4 mai 1456), comte de Pardiac, puis duc de Nemours et comte de la Marche par mariage ;
- Anne, (Gages 1402 - Nérac en Albret décembre 1474) mariée le 23 mai 1418 avec Charles II, sire d'Albret (1407 † 1471) ;
- Jeanne, (3 juillet 1403, morte jeune) ;
- Béatrix, (9 avril 1406, morte jeune).